# Oxyeleotris wisselensis
Oxyeleotris wisselensis é uma espécie de peixe da família Eleotridae.
É endémica da Nova Guiné Ocidental na Indonésia.